# Белоусов, Виталий Фёдорович
Вита́лий Фёдорович Белоу́сов (1921—1945) — майор Рабоче-крестьянской Красной Армии, участник Великой Отечественной войны, Герой Советского Союза (1945).

## Биография
Виталий Белоусов родился 25 января 1921 года в деревне Панфилово (ныне — Антроповский район Костромской области) в крестьянской семье. В детском возрасте переехал в Ленинград, где окончил 9-ю Ленинградскую артиллерийскую специальную школу. В 1937 году был призван на службу в Рабоче-крестьянскую Красную Армию. В 1941 году окончил Ленинградское артиллерийское училище.
С июня 1941 года — на фронтах Великой Отечественной войны. Участвовал в боях под Псковом (26 июня, был ранен) и Орлом. В апреле 1943 года за отличие в боях был награждён орденом Отечественной войны 2-й степени, а затем — орденом Красной Звезды. К весне 1945 года майор Виталий Белоусов командовал 1-м дивизионом 666-го артиллерийского полка 222-й стрелковой дивизии 33-й армии 1-го Белорусского фронта. Отличился во время Берлинской операции, когда дивизион Белоусова был придан 757-му стрелковому полку с целью обеспечить огнём его боевые действия.
16 апреля 1945 года пехота совместно с орудиями Белоусова прорвала линию оборону немецких войск в посёлке Брисков (ныне — Брисков-Финкерхерд). 18 апреля 1945 года дивизион обеспечивал поддержку огнём полку в форсировании им канала Одер-Шпрее. 28 апреля в ходе боя за населённый пункт Кушков в 50 километрах к юго-востоку от Берлина Белоусов вывел свой дивизион для стрельбы прямой наводкой, уничтожая наиболее важные цели, которые мешали продвижению советских подразделений вперёд. В этом бою Белоусов получил тяжёлое ранение, от которого 30 апреля 1945 года скончался в госпитале. Был похоронен на воинском кладбище в городе Цыбинка (Польша). В 1971 году прах Белоусов был с почестями перезахоронен в Ленинграде, на Красненьком кладбище.
Указом Президиума Верховного Совета СССР от 31 мая 1945 года за «образцовое выполнение заданий командования и проявленные мужество и героизм в боях с немецко-фашистскими захватчиками» майор Виталий Белоусов посмертно был удостоен высокого звания Героя Советского Союза.
Был также награждён орденами Ленина, Александра Невского, Отечественной войны 2-й степени, Красной Звезды. 15 мая 1965 года решением исполкома Ленгорсовета Соловьёва улица в Ленинграде была переименована в улицу Белоусова.